# Paul Pehrsson (idrottsman)
Paul Magnus Pehrsson, född 16 maj 1872 i Lerums församling i Älvsborgs län, död 6 april 1946 i Landvetters församling i Göteborgs och Bohus län, var en svensk idrottsman (medel- och långdistanslöpare). Han tävlade för Örgryte IS.

## Meriter
1896 vann Pehrsson svenska mästerskapet både på 1 500 m (4.57,4) och 10 000 m (38.20,8). Året därefter vann han åter SM på 1 500 m, denna gång på 4.54,4.